# Vance Gerry
Pour les articles homonymes, voir Gerry.
Vance Gerry, né le 21 août 1929 à Pasadena (Californie) et mort dans la même ville le 5 mars 2005,, est un artiste Disney, présent aux génériques de nombreux films de Walt Disney Pictures dans la section « layout » de la conception graphique et comme scénariste.

## Biographie
Vance Gerry est né le 21 août 1929. Après avoir fait les études à la Chouinard Art Institute, il commence sa carrière chez Disney en 1955 en tant qu’intervalliste.
Il passe ensuite au poste d'artiste du layout sur Les 101 Dalmatiens et Merlin l'enchanteur. Pendant la réalisation du film Le Livre de la jungle, il devient scénariste.
Vance Gerry contribue ainsi au scénario sur Les Aristochats, Robin des Bois, Les Aventures de Bernard et Bianca, Rox et Rouky, Basil Détective privé et Oliver et Compagnie et à la conception graphique des personnages sur Pocahontas, Le Bossu de Notre-Dame, Tarzan et La ferme se rebelle.
Vance Gerry meurt d'un cancer à l'âge de 75 ans le 5 mars 2005.

## Filmographie
- 1957 : The Truth About Mother Goose (layout)
- 1959 : Donald au pays des mathémagiques (layout)
- 1960 : Goliath II (layout)
- 1961 : Les 101 Dalmatiens (layout)
- 1961 : Dingo fait de la natation (scénario)
- 1963 : Merlin l'Enchanteur (layout)
- 1966 : Winnie l'ourson et l'arbre à miel (scénario)
- 1967 : Le Livre de la jungle (scénario)
- 1968 : Winnie l'ourson dans le vent (scénario)
- 1970 : Les Aristochats (scénario)
- 1973 : Robin des Bois (scénario)
- 1977 : Les Aventures de Winnie l'ourson (scénario)
- 1977 : Les Aventures de Bernard et Bianca (scénario)
- 1978 : Le Petit Âne de Bethléem (scénario)
- 1981 : Rox et Rouky (scénario)
- 1985 : Taram et le Chaudron magique (scénario)
- 1986 : Basil, détective privé (scénario)
- 1988 : Oliver et Compagnie (scénario)
- 1990 : Bernard et Bianca au pays des kangourous (scénario, storyboard)
- 1990 : Le Prince et le Pauvre (storyboard)
- 1995 : Pocahontas : Une légende indienne (conception des personnages)
- 1996 : Le Bossu de Notre-Dame (conception des personnages)
- 1997 : Hercule (scénario)
- 1999 : Tarzan (développement visuel)
- 1999 : Fantasia 2000
- 2004 : La ferme se rebelle (développement visuel)